# ブレスト (ニーダーザクセン)
ブレスト (ドイツ語: Brest) は、ドイツ連邦共和国ニーダーザクセン州のシュターデ郡に属す町村（以下、本項では便宜上「町」と記述する）で、ザムトゲマインデ・ハルゼフェルトを構成する自治体の一つである。

## 地理

### 町の構成
この町はブレスト、ライト、ヴォーレルストの3つの集落からなる。

## 歴史
現在の自治体としてのブレストは1972年に成立した。
考古学的出土品やライト集落近郊の石塚は、この町域が先史時代または古代から定住地であったことを示している。ヴォーレルスト集落は1970年に創設1000年祭を祝った。

## 行政

### 議会
ブレストの町議会は9議席からなる。

### 首長
2016年11月からヨハン・ヘフトが町長を務めている。

### 紋章
図柄: この町の紋章は金地で、向かって左上から右下に黒い帯で斜めに二分割されている。向かって右上には緑のハンノキの枝、向かって左下には一本の葉柄から分かれた2枚の四つ葉のクローバーが描かれている。

## 文化と見所

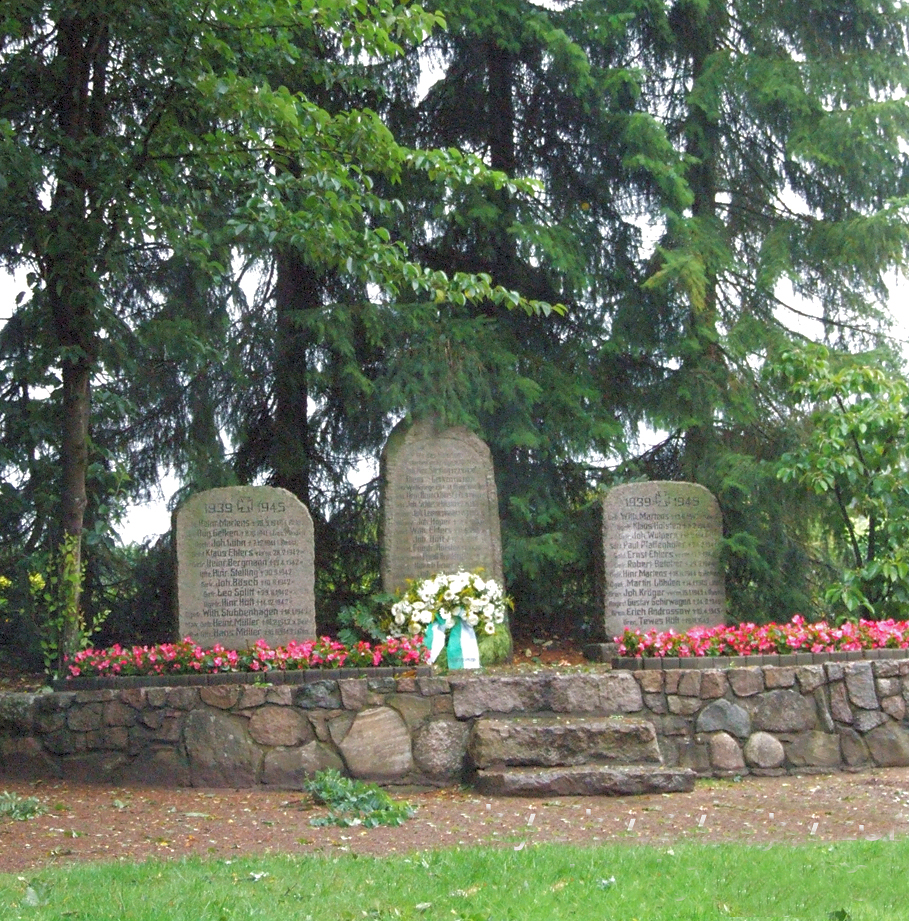
ブレストの戦没者記念碑

ブレスト集落には新しい建物が多く、古い建物はごくわずかである。ブレスト集落の墓地近くに両世界大戦や1870 - 71年の普仏戦争の戦没者記念碑が建てられている。ここには20世紀後半に建てられたレンガ造りの礼拝堂がある。

### 博物館
ライト集落の博物館倉庫では、農業機具が見学できる。

## 経済と社会資本

### 地元企業
この町の経済活動は農業が主である。営農家の他、農業関連の店舗がある。この他にロールス・ロイスのオールドカー専門の修理工場がある。

## 引用
1. ↑  Landesamt für Statistik Niedersachsen, LSN-Online Regionaldatenbank, Tabelle A100001G: Fortschreibung des Bevölkerungsstandes, Stand 31. Dezember 2023
2. ↑  “Johann Höft ist Bürgermeister von Brest”, Tageblatt.de, (2016-11-05) 2021年2月8日閲覧。